# Huracán - EP
Huracán es el segundo álbum del dúo español Calle París.
El primer sencillo fue "Polvo de estrellas", con el que reaparecieron tras un intenso periodo de trabajo de composición y grabación. Es una "canción pop rock bañada en una melodía fresca, bien estructurada y con una historia que captura". Producido por Kim Fanlo y masterizado por Dave McNair en Sterling Sound New York. Con un videoclip rodado en las calles de Barcelona, donde Patricia y Paul disfrutan de una historia escrita y realizada por Luis Germanó.
Huracán se grabó entre Madrid y Barcelona. Han elegido rodearse de grandes profesionales para darle forma, y donde músicos, productores y técnicos no han dudado ni un momento en sumarse: Alejo Stivel (M-Clan, Joaquín Sabina, El Canto del Loco, Tequila), Kim Fanlo (Nena Daconte), Vicen Martínez (Sidonie, La Rabia del milenio), Pepe Loeches (5 grammys. Paul McCartney, Paco de Lucía, Andrés Calamaro, Sabina), Tomi Pérez (Maldita Nerea), Dani Griffin (Fito y Fitipaldis, Amaral, Bunbury, Ariel Rot), Toni Mateos (Juanes, Paul Carrack), J.M Baldomá (Sidonie, Love of Lesbian) o Dave McNair (Rod Stewart, Tina Turner, Miles Davis, Patty Smith) son solo algunos de ellos.

## Lista de canciones
| N.º | Título               | Duración |  |
| 1.  | «Polvo de estrellas» | 2:39     |  |
| 2.  | «Quedará»            | 3:26     |  |
| 3.  | «Hasta reventar»     | 3:33     |  |
| 4.  | «Vino y rosas»       | 3:56     |  |
| 5.  | «Quedará (acústico)» | 2:58     |  |